# Araneus masculus
Araneus masculus là một loài nhện trong họ Araneidae.
Loài này thuộc chi Araneus. Araneus masculus được Lodovico di Caporiacco miêu tả năm 1941.